# Armoiries du Cameroun
Les armoiries du Cameroun consistent en un écu et un soutien, avec une bannière au-dessus et dessous. 
Les premières armoiries du Cameroun furent adoptées en 1960, lors à la proclamation de l'indépendance et de la république. Elles furent modifiées au cours du temps, à la fois sur l'écu lui-même (situation, nombre et couleur des étoiles) et les bannières (cri et devise inversés, nom du pays).

## Description
L'écu est posé sur deux faisceaux de licteur et reprend les couleurs du drapeau du Cameroun. En son centre se trouvent la silhouette de la carte du pays et une balance de la justice superposée, les deux éléments surmontés d'une étoile d'or.
La bannière du bas reprend le nom du pays en anglais et en français. La bannière du haut contient la devise nationale dans les deux langues officielles : Paix, Travail, Patrie (français), Peace, Work, Fatherland (anglais). Les faisceaux sont le symbole de l'autorité de la République et les balances de la justice représentent la justice.
Blasonnement : « De gueules à une silhouette de la carte du Cameroun d'azur et à une balance de la justice de sable aux plateaux d'argent brochant, le tout surmonté d'une étoile d'or ; chapé parti de sinople et d'or. » 

 La superposition des couleurs des symboles azur et sable (bleu et noir) sur le champ de gueules (rouge) constitue une faute héraldique. On dit de ces armes fautives qu'elles sont à l'enquerre.

## Évolution

République du Cameroun (1960-1961)
République fédérale du Cameroun (1961-1972)
République unie du Cameroun (1972-1975)
République du Cameroun (1975-1984)
République du Cameroun (1984-1986)

## Philatélie
En 1967, la république fédérale du Cameroun émet un timbre de 30 F dédié aux armoiries nationales.